# Medusa (Schlüsselnetz)

Das von Schlangenhaaren umrahmte Gesicht der Medusa

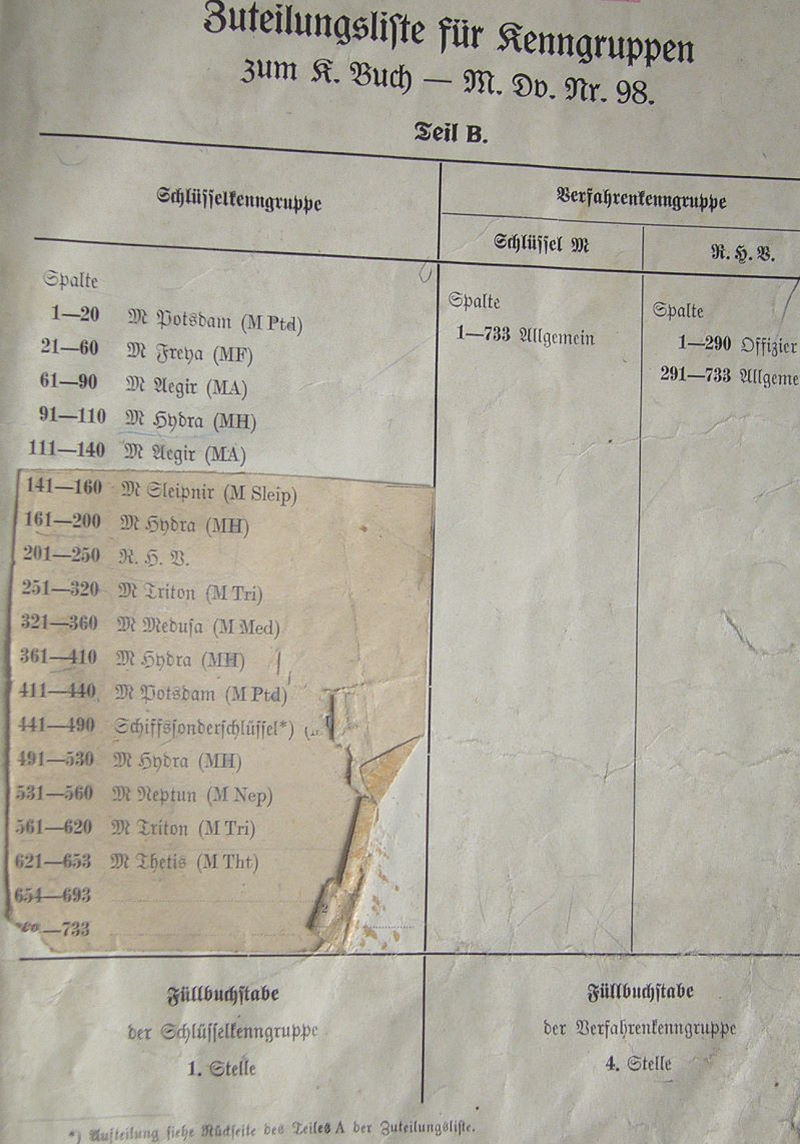
Medusa in der Zuteilungsliste für Schlüsselkenngruppen.

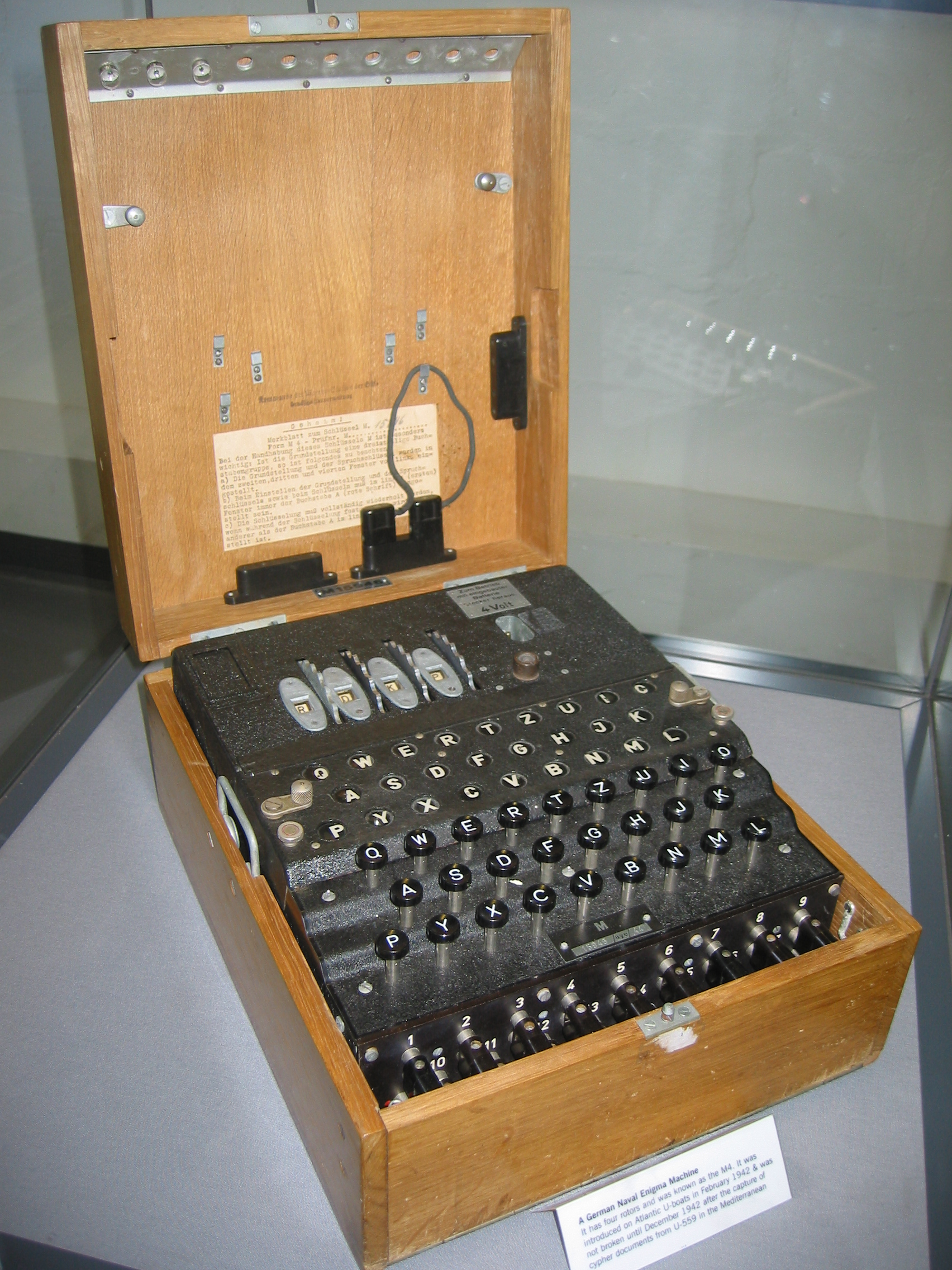
Die für Medusa verwendete Enigma-M4 hat im Gegensatz zur Enigma I des Heeres ganz links eine vierte sogenannte Griechenwalze, hier „β“.

Medusa (kurz: M Med) war im Zweiten Weltkrieg der deutsche Deckname eines Funkschlüsselnetzes der deutschen Kriegsmarine. Die britische Tarnbezeichnung war Turtle (deutsch „Schildkröte“). Eingesetzt wurde es zur geheimen Kommunikation des Befehlshabers der U-Boote (BdU) mit den im Mittelmeer operierenden deutschen U-Booten (siehe U-Boot-Krieg im Mittelmeer).

## Geschichte
Eingeführt wurde Medusa im Juni 1943 als neues separates Schlüsselnetz allein für die Mittelmeer-U-Boote, nun abgekoppelt vom Schlüsselnetz Triton, das damit exklusiv den Atlantik-U-Boote diente. Namenspatron war die Gorgone Medusa, eine Sagengestalt aus der griechischen Mythologie und Tochter der Meeresgottheiten Phorkys und Keto. Kennzeichnend sind ihr furchteinflößendes Gesicht (Bild) mit Schlangenhaaren, das jeden, der es erblickt, zu Stein erstarren lässt.
Auslöser für die Einführung diese neuen Schlüsselnetzes waren Sicherheitsbedenken des BdU, der stets in Sorge war, der Gegner könne in „seinen“ kriegswichtigen Funkverkehr zu den U-Booten „einbrechen“. Wie man heute weiß, fürchtete er dies völlig zu Recht. Durch Schaffung eines weiteren separaten Schlüsselnetzes, ausschließlich für den Funkverkehr zu den U-Booten im Mittelmeer, sollte solch ein Einbruch verhindert werden.
Nachdem es jedoch den britischen Codebreakers im englischen Bletchley Park (B.P.), der etwa 70 km nördlich von London gelegenen zentralen kryptanalytischen Dienststelle, bereits ab dem 12. Dezember 1942 gelungen war, die Triton-Funksprüche der Atlantik-U-Boote wieder mitzulesen, hatten sie keine Schwierigkeiten auch Medusa zu entziffern. Dies gelang ihnen von Anfang an. Daran änderte sich auch nichts, als die Kriegsmarine einen Monat später eine neue Griechenwalze „γ“ (Gamma) als Alternative zur bisherigen „β“ (Beta) einführte.
Im Oktober 1944 wurde das Schlüsselnetz Medusa außer Betrieb gesetzt.

## Funkspruch
Der folgende authentische Turtle-Funkspruch wurde im Oktober 1943 vom britischen Y Service abgefangen und aufgezeichnet.
```
TURTLE SIGNAL 7 OCT 1943: 0656/7/504   45
```

```
UHGF FJLX VKMJ CZPG OHMR QQRP OUVY KBGW BXCR EDJR
XGPQ SFPB FUUC FIET TEDJ VWFJ RDTP UWKM CKYD YDIM
RJKR TTPY ECNI HYFB YRXP QEBK TZLL TQQS SGFB DXDQ
TUOC NBKN ENVF LTBR NMDC VKIK SKNU MDDR RILD PJXZ
QWXO MDFG QOOI UHGF FJLX
```